# 色布腾 (杜尔伯特部)
色布腾（？—1755年），绰罗斯氏，卫拉特蒙古杜尔伯特部人，清朝首任杜尔伯特中左旗多罗贝勒，保伊勒登玄孙，巴特玛多尔济曾孙，扎勒之孙，珲托和尔车凌之子，车凌族弟。
乾隆十八年（1753年），率众随同“三车凌”内附清朝。乾隆帝让他游牧拜达里克以“善约众”，令参赞军务。选二百部众随同内大臣萨喇尔招抚乌梁海及札哈沁部众。以所部患痘疫，受命迁徙到张家口外，封多罗贝勒。归牧，协理盟长务。乾隆十九年（1754年）十月，随同新降台吉讷默库、阿睦尔撒纳等朝觐乾隆帝。乾隆二十年（1755年），随军征讨达瓦齐，授参赞大臣，随西路军征进，攻克伊犁。阿睦尔撒纳反清后，请率军往击。乾隆帝以他熟知厄鲁特情况，命赴乌里雅苏台协办军务，以参赞大臣职加郡王品级。在途中去世。